# Estación de la Fuerza Espacial de Cabo Cañaveral

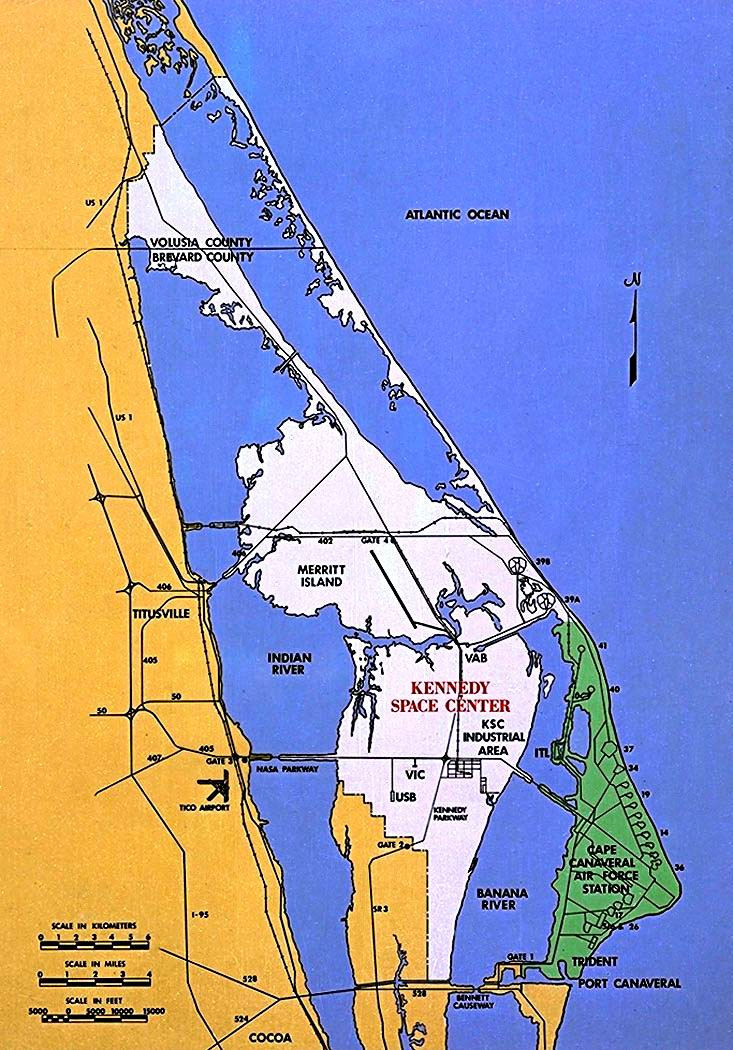
Estación de la Fuerza Espacial de Cabo Cañaveral (en verde oscuro).

La Estación de la Fuerza Espacial de Cabo Cañaveral (CCSFS, por sus siglas en inglés Cape Canaveral Space Force Station) es una instalación de la 45.ª Delta de Lanzamiento Espaciales (SLD 45, del inglés Space Launch Delta) de la Fuerza Espacial de los Estados Unidos, con sede en la cercana Base de la Fuerza Espacial Patrick. Localizada en Cabo Cañaveral, en el estado de Florida, la CCSFS es el principal lugar de lanzamientos de misiles del rango este. La base Patrick proporciona los cuarteles generales y las  funciones de apoyo para el 45 SW, así como un aeródromo, liderazgo logístico en el aire y las funciones de apoyo completo propias de una base de la fuerza aérea.  Además de las instalaciones en la base Patrick, la CCSFS también tiene su propio aeródromo separado, el Cape Canaveral AFS Skid Strip, que proporciona una pista de 10 000 pies (3 km) cercana a los complejos de lanzamiento para el uso de aviones militares que lleven las pesadas y enormes cargas útiles hasta el cabo.
Además, la CCSFS está situada junto al Centro espacial John F. Kennedy de la NASA en Merritt Island, con las dos instalaciones conectadas por puentes y pasos elevados.